# Trèbes
Trèbes – miejscowość i gmina we Francji, w regionie Oksytania, w departamencie Aude. W miejscowości rzeka Orbiel uchodzi do Aude.
Według danych na rok 1990 gminę zamieszkiwało 5575 osób, a gęstość zaludnienia wynosiła 341 osób/km² (wśród 1545 gmin Langwedocji-Roussillon Trèbes plasuje się na 50. miejscu pod względem liczby ludności, natomiast pod względem powierzchni na miejscu 486.).

## Zabytki
Zabytki w miejscowości posiadające status monument historique:
- kościół św. Szczepana (Église Saint-Étienne)
- most-akwedukt nad rzeką Orbiel (pont-aqueduc de l'Orbiel)